# Кравченко Григорій Пантелійович
Кра́вченко Григо́рій Пантелі́йович (29 вересня (12 жовтня) 1912 — 23 лютого 1943) — радянський військовий льотчик-винищувач, генерал-лейтенант авіації. Перший у СРСР двічі Герой Радянського Союзу (1939).

## Біографія
Народився 29 вересня (12 жовтня) 1912 року в селі Голубівка (нині Самарівський район Дніпропетровської області) в селянській родині. Українець.
З 1914 року жив у селі Пахомовка (нині Павлодарська область Казахстану), з 1923 року — в селі Звіриноголовське (нині Курганська область Росії). Закінчив 10 класів школи й 1-й курс Московського землевпорядного технікуму у 1931 році.
У лавах РСЧА з 1931 року. Закінчив Качинську військову авіаційну школу льотчиків і був залишений при ній льотчиком-інструктором. У 1933—1934 роках проходив службу у стройових частинах ВПС СРСР.
Влітку 1934 року перейшов на льотно-випробувальну роботу до Науково-випробувального інституту ВПС СРСР. Брав участь у випробуваннях динамореактивних авіаційних гармат Курчевського (АПК-4 біс) на винищувачах І-Z.
У березні-серпні 1938 року брав участь у бойових діях у Китаї: командир авіаційної ланки, загону, ескадрильї. Здійснив на винищувачеві І-16 76 бойових вильотів, у 8 повітряних боях збив 6 літаків супротивника. 29 квітня 1938 року був збитий, здійснив вимушену посадку. У липні того ж року був збитий удруге, врятувався на парашуті.
Повернувшись із Китаю у листопаді 1938 року, продовжив льотно-випробувальну роботу. Провів державні випробування винищувачів І-16 типу 10 з крилом «М» та типу 17, І-16ПС. Здійснив низку випробувальних польотів на І-153 й ДІ-6.
У червні-вересні 1939 року брав участь у боях на річці Халхин-Гол: командир ескадрильї, 22-го винищувального авіаційного полку в складі 1-ї армійської групи. Здійснив кілька десятків бойових вильотів на винищувачеві І-16, у 8 повітряних боях сбив особисто 3 та у складі групи 4 літаки супротивника. 27 червня 1939 року через відсутність палива здійснив вимушену посадку на ворожій території й протягом 3-х діб виходив до своїх.
У вересні-жовтні 1939 року як радник брав участь у приєднанні Західної України. Згодом призначений начальником відділу винищувальної авіації Управління бойової підготовки ВПС РСЧА.
Учасник радянсько-фінської війни: з грудня 1939 по березень 1940 року — командир особливої авіаційної групи у складі 4-х полків (2 винищувальних та 2 бомбардувальних), що базувалась на території Естонії.
З травня 1940 року — начальник відділу винищувальної авіації Льотно-технічної інспекції ВПС РСЧА. З липня 1940 року — командувач ВПС Прибалтійського особливого військового округу.
У 1941 році закінчив Курси удосконалення командного складу (КУКС) при Військовій академії Генштабу.
Учасник німецько-радянської війни від червня 1941 року. Командував 11-ю змішаною авіаційною дивізією на Західному і Брянському фронтах. З листопада 1941 року — командувач ВПС 3-ї армії Брянського фронту, з березня 1942 року — командир 8-ї ударної авіаційної групи Ставки ВГК. У травні 1942 року сформував і очолив 215-ту винищувальну авіаційну дивізію, з якою воював на Калінінському і Волховському фронтах.
23 лютого 1943 року на винищувачеві Ла-5 загинув у повітряному бою поблизу села Синявине Кіровського району Ленінградської області. Похований у Москві, в некрополі Кремлівської стіни.

## Нагороди
Указом Президії Верховної Ради СРСР від 23 лютого 1939 року за мужність і героїзм, виявлені при виконанні військового долгу, командиру винищувальної авіаційної групи радянських добровольців у Китаї Кравченкові Григорієві Пантелійовичові присвоєне звання Героя Радянського Союзу з врученням ордена Леніна. Після затвердження знаку особливої відзнаки 4 листопада 1939 року отримав медаль «Золота Зірка» (№ 120).
Указом Президії Верховної Ради СРСР від 29 серпня 1939 року за мужність і героїзм, виявлені у боях, командир 22-го винищувального авіаційного полку 1-ї армійської групи майор Кравченко Григорій Пантелійович удостоєний звання двічі Героя Радянського Союзу. Після затвердження знаку особливої відзнаки 4 листопада 1939 року отримав другу медаль «Золота Зірка» (№ 1/ІІ).
Нагороджений також двома орденами Червоного Прапора (14.11.1938, 19.01.1940), орденами Вітчизняної війни 2-го ступеня (1943), «Знак Пошани» (25.05.1936) і монгольським орденом Червоного Прапора (10.08.1939).

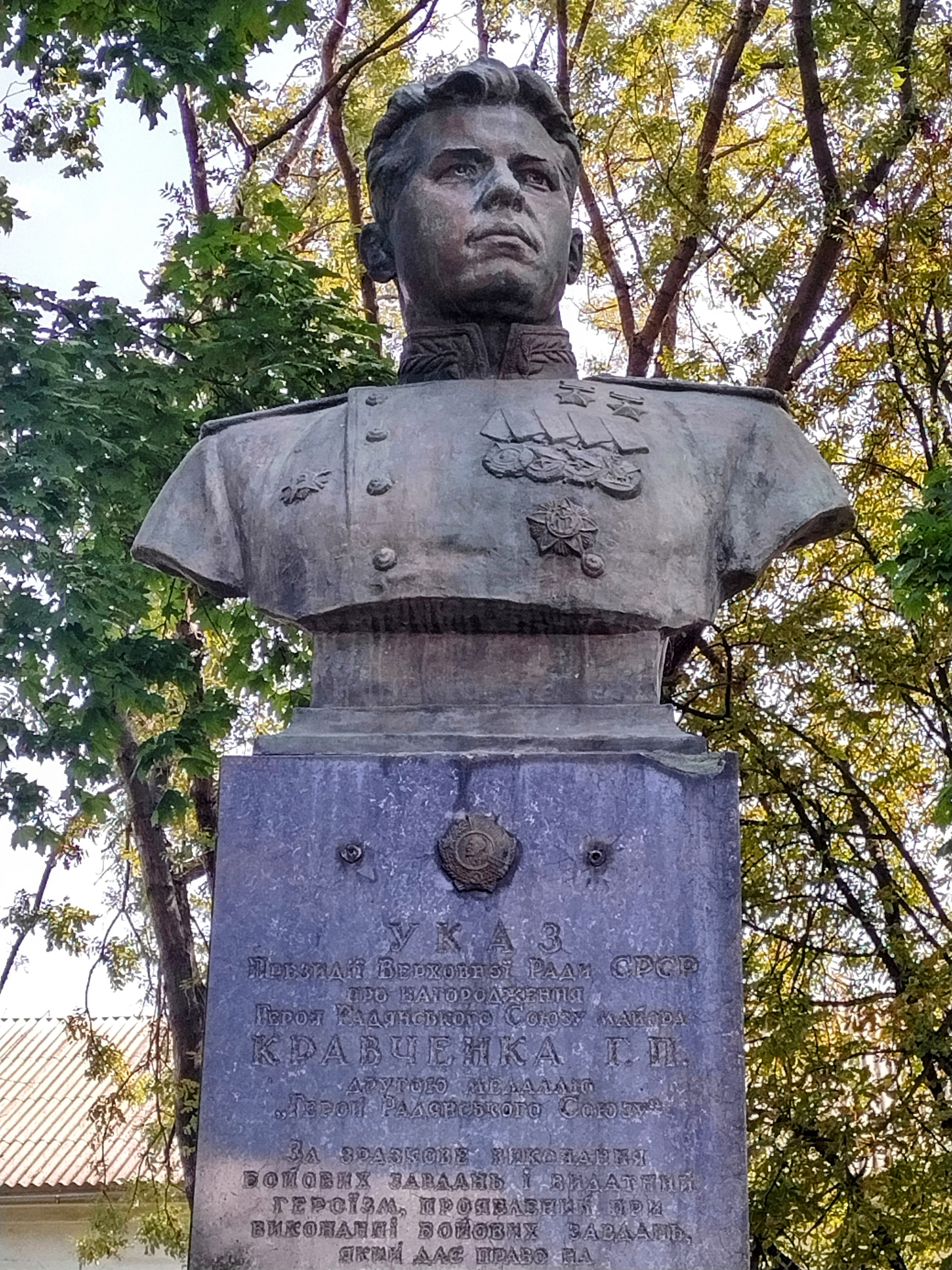
Погруддя Григорію Кравченку в селі Голубівка

## Пам'ять
У селі Голубівка встановлено бронзове погруддя Г. П. Кравченка.